# Karuzela Braders
Karuzela Braders – wrocławska grupa artystyczna działająca w latach 1991–1994. Określana mianem neoekspresjonistycznej.
Skład: Michał Hycki, Krzysztof Skarbek (od 1993), Krzysztof Winnicki, Stanisław Wojaczek, Igor Wójcik, Jacek Zachodny.
Grupa wydawała jednokartkowe pisemko ze swoimi manifestami pt: "Karuzela". 
We współpracy z zespołami "Poławiacze Pereł z Odry" i "Kormorany" nagrała muzyczną płytę CD pt. "Karuzela".

## Ważniejsze wystawy
- 1991 - PWSSP we Wrocławiu
- 1991 - Galeria Lśniący Wrocław
- 1992 - Filharmonia Opolska
- 1993 - Galeria Miejska we Wrocławiu
- 1993 - Galeria Klubu Biznesmena we Wrocławiu
- 1994 - Galeria BWA we Wrocławiu - wspólnie z grupą "Gabinet Operacji Plastycznych"